# Niepołomice
Niepołomice est une ville située dans le Sud de la Pologne, à l'est de Cracovie. Le centre de Cracovie et la place du marché de Niepołomice ne sont séparés que par 25 kilomètres de l’ancienne route royale. La Vistule et la forêt de Niepołomice délimitent le territoire de la commune de Niepołomice. 22 000 habitants, 98 km² de superficie, une histoire liée à la royauté, une ambiance chaleureuse et amicale d’une petite ville – voilà les traits caractéristiques de Niepołomice. L’éducation, l’histoire, un milieu naturel protégé et une économie en développement constituent la philosophie et la réalité de Niepołomice d’aujourd’hui.

## Histoire
L’histoire de Niepołomice est étroitement liée avec celle de la forêt de Niepołomice et du château royal. Le nom de Niepołomice vient du celui de la forêt, dite : niepołomna, ce qui veut dire « invincible ».
Au XIVe siècle le roi Casimir le Grand a fait construire à la lisière de la forêt un château qui, après l’agrandissement, est devenu résidence du roi, appelée « un deuxième Wawel ». Sa construction a contribué au développement de Niepołomice.

Entre le XIVe et le XVIIe siècle, la plupart des rois de Pologne ont résidé à Niepołomice. Casimir le Grand (1333-1370) qui, en plus de la construction du château, a également offert à la ville son église, Ladislas Jagellon (1386-1434) faisait se tenir ici les réunions royales et les tribunaux, signait les lois et les privilèges, Louis d’Anjou (1670-1382) passait par ici au cours de ses voyages entre la Hongrie et la Pologne, Casimir Jagellon (1447-1492) recevait ici les légations, Sigismond Ier le Vieux (1506-1548) – accueillait les monarques et les personnalités importantes, il faisait également venir les maîtres de la Renaissance italienne, tout comme Sigismond II Auguste (1548-1572) qui a procédé à la reconstruction du château et y a fait venir les équipements de grande valeur. Parmi ceux qui y ont séjourné nous voyons également Henri IV Valois (1573-1574), Étienne Báthory (1576-1586), Sigismond III Vaza (1587-1632) qui y a trouvé refuge au temps de l’épidémie, Ladislas IV Vasa (1632-1648), Jean III Sobieski (1674-1696), Auguste II le Fort (1697-1706), (1709-1733), Auguste III de Saxe (1733-1763).
Les reines ont aussi aimé à séjourner à Niepołomice, elles y ont souvent participé aux chasses. Niepołomice faisait partie des résidences préférées et des lieux de repos de la reine Bona Sforza. Y ont séjourné également : l’épouse de Ladislas Jagellon, la reine sainte Edwige d’Anjou, Barbara Radziwill et Anna Rakuszanka (Anne d’Autriche).
La dernière visite royale à Niepołomice a eu lieu en 1787, l’année où Stanislas II Auguste Poniatowski (1764-1795), faisant route vers Cracovie, a fait une visite au château de Niepołomice et dans la forêt.

## Le château de Niepołomice
Le château de Niepołomice servait de résidence royale jusqu’à la mort d’Étienne Bathory (1586). Après le transfert de la capitale de la Pologne jusqu’à Varsovie (1610-1616) les visites des monarques sont devenues de plus en plus rares.
À la suite du transfert de la capitale du pays à Varsovie, Niepołomice est devenu siège de starostwo (correspondant au comté). Les Starostes louaient et administraient les biens de Niepołomice. À partir de la fin du XVIe siècle Niepołomice et le château passaient entre les mains des grandes familles nobles : les Czuryło de Wygnanów, les Branicki et les Lubomirski. Grâce à la famille de Lubomirski Niepołomice, en tant que chef-lieu de Starostwo, prenait de l’importance et se développait territorialement durant plusieurs années.
L’invasion suédoise, en 1655, a mis fin à la splendeur de Niepołomice. Les Suédois ont mis la ville à sac, n’épargnant ni le château ni l’église.

Après le partage de la Pologne en 1772 Niepołomice est devenu lieu de stationnement des unités de l’armée autrichienne – on y a installé le tribunal de circonscription, les services du trésor et l’office des douanes. Niepołomice a reçu alors officiellement le rang de la ville, compte tenu du fait que depuis des siècles elle possédait le droit d’organisation des foires.
Depuis la transformation politique de la Pologne après 1990, Niepołomice élit elle-même ses organes locaux de pouvoir et c’est le début de la nouvelle carte dans le développement social, culturel et, le plus important, économique de la commune.

## Le château royal de Niepołomice
Au milieu du XIVe siècle, le roi Casimir le Grand a fait construire, sur le coteau de l’ancien lit de la Vistule un grand château de style gothique. En même temps le village de Niepołomice s’est créé pour remplir le rôle de service par rapport à la cour et au château. Le château servait de base de départ pour les expéditions de chasse dans la Forêt de Niepołomice proche. L’œuvre de Casimir a été poursuivie par les autres rois : Ladislas Jagellon, Sigismond Ier le Vieux et Sigismond Auguste qui a doté le château de sa forme actuelle de quadrilatère avec une cour intérieure de style Renaissance. La reine Bona Sforza a créé les jardins italiens situés vers l’aile sud du Château. Pendant des siècles le Château servait de résidence aux rois de Pologne et de lieu de grandes réunions organisées par les rois. C’est là que siégeaient les tribunaux et où l’on établissait les lois. Ici, également, la chancellerie royale éditait de nombreux documents. L’invasion suédoise, au milieu du XVIIe siècle, a mis fin à la splendeur de la résidence royale.
Après le partage de la Pologne en 1772 le château et la ville se sont trouvés sous la domination autrichienne. Les Autrichiens ont modifié l’agencement du château qui désormais servait de caserne. Ils ont défait une partie du deuxième étage. Entre les deux guerres et après la 2e Guerre mondiale le château avait le statut de bâtiment public ce qui ne l’a pas empêché de se détériorer de plus en plus. À partir de 1991, quand le château, à la demande du bourgmestre de la ville et de la commune, Stanisław Kracik, est devenu propriété de la commune de Niepołomice, les pouvoirs locaux ont commencé la réalisation du long programme de restauration du château, un programme conçu par les autorités locales avec l’agrément du conservateur des monuments historiques. Ce programme était financé principalement par le budget de la commune. Après 13 années de travaux et plus de 100 millions de zlotys dépensés du budget de la commune la résidence royale a enfin retrouvé sa splendeur d’antan. À l’heure actuelle le château est ouvert aux touristes et visiteurs. Les intérieurs historiques du château reçoivent les congrès, les réunions, les symposiums.
Dans les jardins de la Reine Bona, reconstitués près du château, on a érigé la statue en bronze du fondateur du château et de Niepołomice, le roi Casimir le Grand, avec la plaque portant l’inscription suivante : « Les habitants de Niepołomice au roi qui a construit le château et l’église pour nous et qui a illuminé l’amour pour nos ancêtres d’une belle légende ». Car la légende dit que le roi Casimir le Grand qui avait pour l’habitude de se déguiser en vagabond pour aller voir comment vivaient ses sujets, est venu une fois chez un paysan habitant à la lisière de la forêt. Dans la maison la tristesse régnait car bien qu’un fils fût né, on ne trouvait personne qui voudrait être parrain du fils d’un pauvre. « Demain avant midi je vous amènerai un parrain » - a assuré le vagabond au paysan. Le lendemain le roi en personne avec sa suite est venu chez le paysan. L’enfant a reçu une bourse (en polonais : trzos). Depuis ce temps-là le patronyme Trzos est très populaire parmi les habitants de Niepołomice.

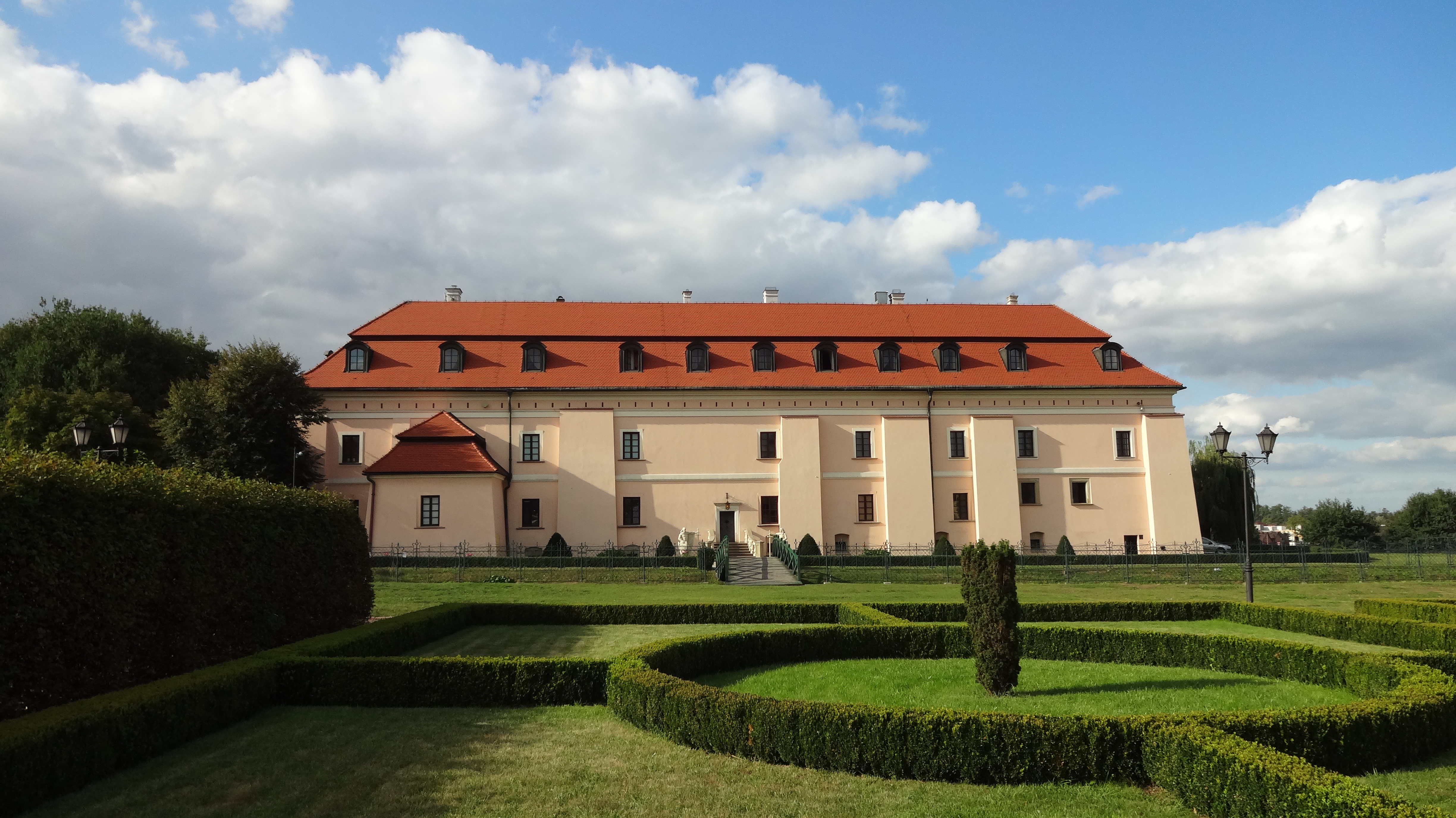
Le château royal

## Jumelages
- Fiesso Umbertiano (Italie)
- Gommern (Allemagne)
- Кобеляки (Ukraine)
- Saint-Jean-de-la-Ruelle (France)
- Shihoro (Japon)
- Siuntio (Finlande)

## Économie
Niepołomice accueille une usine de production de Royal Canin, dont le siège social est basé à Aimargues, en France.